# مكبس (آلة تشكيل)

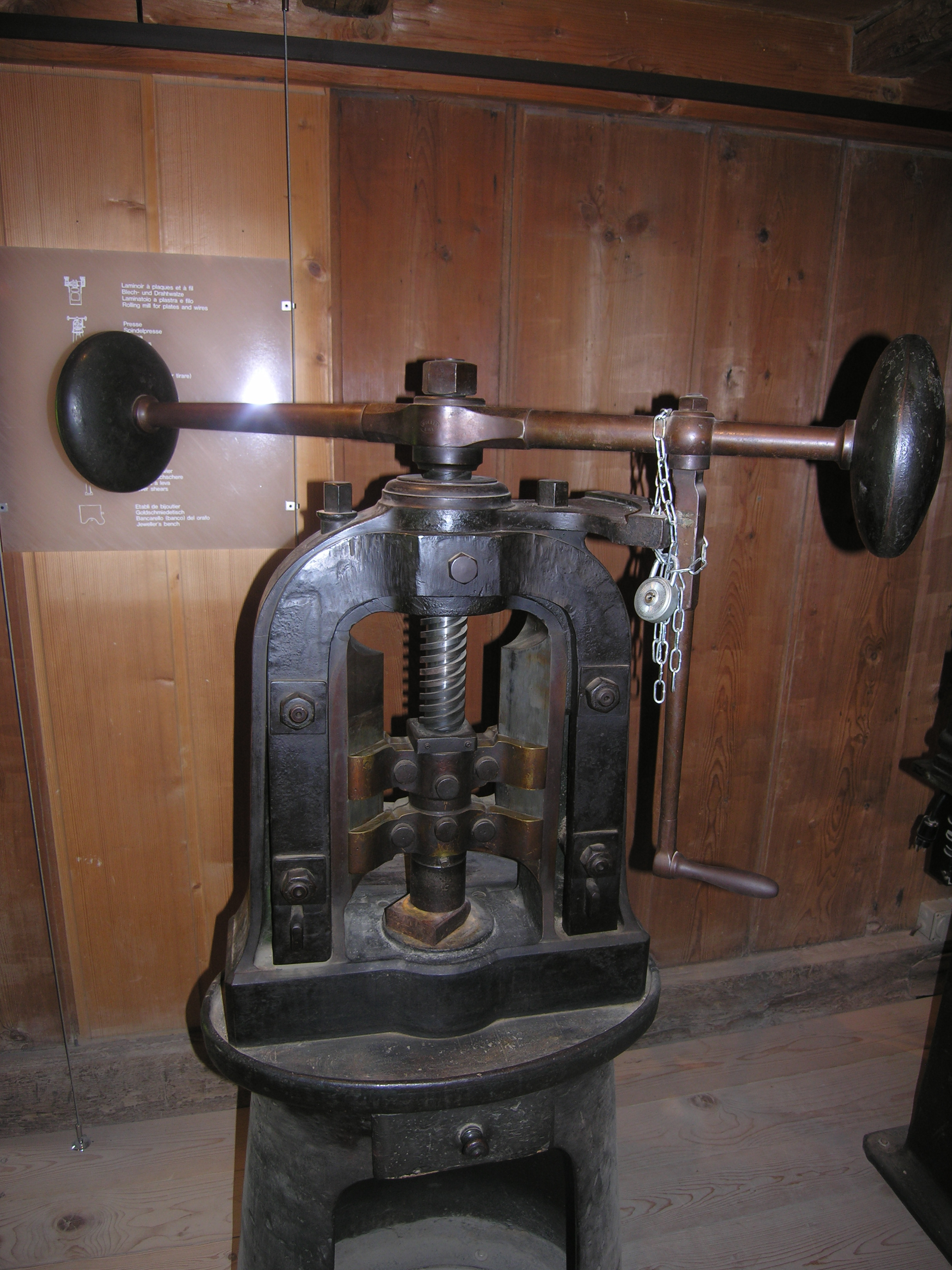
آلة الكبس.

المكبس (الجمع: مَكَابِس) أو آلة الكبس (الجمع: آلَات الكَبْس) هي أداة تستعمل لتشكيل المعدن (الفولاذ عادة) بتغيير شكله وبنيته الداخلية.

## مقدمة
الكبس بالطرق يعيد تشكيل الجسم إلى جسم آخر ثلاثي الأبعاد، ليس الشكل المرئي فحسب وإنما بنية المادة أيضا. عملية الثني هي عملية تنجز أيضا بآلات الكبس، أو بتطبيق ضغط مباشر عليها. وتنتج عن هذه العملية أجزاء أقوى من الأجزاء المصنعة بالتشغيل.
يمكن سرد مثال بسيط على نوع آلات الكبس وهو آلة الدرفلة، أو اللف حيث تغذى بالمعدن من طرف وتقوم الدرافيل بالدوران وسحب المعدن. يكون الفراغ بين الدرافيل أصغر من المعدن المدخل وبالتالي تجعل المعدن رقيقا ولكن أعرض.
نوع آخر هو الاصطمبات (صفائح كبس سميكة) التي تضغط المعدن الواقع بين الصفيحتين ليتشكل مرة أخرى بشكل سطحي الاصطمبتين.
كما يوجد نوع آخر يسمى آلة التخريم ويستخدم الكبس لصناعة الثقوب في الصفائح.

آلة كبس مع واجهة حماية

## أنواع العمليات
- مكبس هيدروليكي
- مكبس هوائي
- مكبس وصلة نوكل
- مكبس سيرفو
- مكبس ناعم
- مكبس بالطرق

## تاريخ
كانت المطرقة تمثل السبيل الوحيد لتشكيل المعدن، ثم استعملت مطارق بأحجام أكبر لتشكيل أكثر من معدن أو معدن سميك في آن واحد. وتطورت عمليات الكبس مع الزمن فكان منها مايعملل بطاحونة الرياح ومنها ما يعمل بطاقة البخار وفي الوقت الحاضر أصبحت آلات الكبس مؤلفة تقريبا من محركات كهربائية وأنظمة هيدروليكية.